# Qualificazioni al campionato mondiale di calcio 1998 - CONCACAF
Sono elencate di seguito le date e i risultati della zona centro-nordamericana (CONCACAF) per le qualificazioni al mondiale del 1998.

## Formula
30 membri FIFA si contendono i 3 posti messi a disposizione per la fase finale.  Messico,  Stati Uniti,  Costa Rica,  Honduras,  El Salvador e  Canada accedono direttamente alla seconda fase. Le qualificazioni si dividono in due fasi.
Nella prima fase le squadre si contendono 6 posti disponibili per la seconda fase, con partite di andata e ritorno, così suddivisi:
- Zona caraibica - 20 squadre, giocano playoff con partite di andata e ritorno, e si contendono 4 posti disponibili per la seconda fase;
- Zona centroamericana - 4 squadre, giocano playoff con partite di andata e ritorno, e si contendono 2 posti disponibili per la seconda fase.

La seconda fase si divide in due turni: nel primo le 6 squadre vincenti della prima fase più il  Messico, gli  Stati Uniti, la  Costa Rica, l' Honduras,  El Salvador e il  Canada si dividono in 3 gruppi di 4 squadre, con partite di andata e ritorno. Le prime due classificate accedono al secondo turno.
Nel secondo turno, le 6 squadre vincenti del primo turno formano un gruppo, con partite di andata e ritorno. Le prime 3 classificate si qualificano alla fase finale.

## Prima Fase

### Zona caraibica

#### Primo turno
| Data          | Luogo         | Squadra 1       | Risultato | Squadra 2       |
| ------------- | ------------- | --------------- | --------- | --------------- |
| 24 marzo 1996 | Santo Domingo | Rep. Dominicana | 3 - 2     | Aruba           |
| 31 marzo 1996 | Oranjestad    | Aruba           | 1 - 3     | Rep. Dominicana |

| Data          | Luogo          | Squadra 1 | Risultato | Squadra 2 |
| ------------- | -------------- | --------- | --------- | --------- |
| 29 marzo 1996 | Georgetown     | Guyana    | 1 - 2     | Grenada   |
| 7 aprile 1996 | Saint George's | Grenada   | 6 - 0     | Guyana    |

| Data | Luogo | Squadra 1 | Risultato | Squadra 2           |
| ---- | ----- | --------- | --------- | ------------------- |
|      |       | Bahamas   | N/G       | Saint Kitts e Nevis |

| Data          | Luogo        | Squadra 1         | Risultato | Squadra 2         |
| ------------- | ------------ | ----------------- | --------- | ----------------- |
| 10 marzo 1996 | Roseau       | Dominica          | 3 - 3     | Antigua e Barbuda |
| 31 marzo 1996 | Saint John's | Antigua e Barbuda | 1 - 3     | Dominica          |

 Rep. Dominicana,  Grenada,  Saint Kitts e Nevis e  Dominica qualificati.

#### Secondo turno
| Data           | Luogo      | Squadra 1 | Risultato | Squadra 2 |
| -------------- | ---------- | --------- | --------- | --------- |
| 31 marzo 1996  | Paramaribo | Suriname  | 0 - 1     | Giamaica  |
| 21 aprile 1996 | Kingston   | Giamaica  | 1 - 0     | Suriname  |

| Data           | Luogo         | Squadra 1        | Risultato | Squadra 2        |
| -------------- | ------------- | ---------------- | --------- | ---------------- |
| 4 maggio 1996  | Santo Domingo | Rep. Dominicana  | 2 - 1     | Antille Olandesi |
| 11 maggio 1996 | Willemstad    | Antille Olandesi | 0 - 0     | Rep. Dominicana  |

| Data           | Luogo     | Squadra 1                 | Risultato | Squadra 2                 |
| -------------- | --------- | ------------------------- | --------- | ------------------------- |
| 4 maggio 1996  | Bayamón   | Porto Rico                | 1 - 2     | Saint Vincent e Grenadine |
| 12 maggio 1996 | Kingstown | Saint Vincent e Grenadine | 7 - 0     | Porto Rico                |

| Data           | Luogo      | Squadra 1    | Risultato | Squadra 2    |
| -------------- | ---------- | ------------ | --------- | ------------ |
| 12 maggio 1996 | Georgetown | Isole Cayman | 0 - 1     | Cuba         |
| 14 maggio 1996 | Georgetown | Cuba         | 5 - 0     | Isole Cayman |

| Data           | Luogo      | Squadra 1           | Risultato | Squadra 2           |
| -------------- | ---------- | ------------------- | --------- | ------------------- |
| 5 maggio 1996  | Basseterre | Saint Kitts e Nevis | 5 - 1     | Saint Lucia         |
| 19 maggio 1996 | Castries   | Saint Lucia         | 0 - 1     | Saint Kitts e Nevis |

| Data           | Luogo          | Squadra 1 | Risultato | Squadra 2 |
| -------------- | -------------- | --------- | --------- | --------- |
| 12 maggio 1996 | Port-au-Prince | Haiti     | 6 - 1     | Grenada   |
| 18 maggio 1996 | Saint George's | Grenada   | 0 - 1     | Haiti     |

| Data           | Luogo      | Squadra 1 | Risultato | Squadra 2 |
| -------------- | ---------- | --------- | --------- | --------- |
| 14 maggio 1996 | Roseau     | Dominica  | 0 - 1     | Barbados  |
| 19 maggio 1996 | Bridgetown | Barbados  | 1 - 0     | Dominica  |

| Data | Luogo | Squadra 1 | Risultato | Squadra 2         |
| ---- | ----- | --------- | --------- | ----------------- |
|      |       | Bermuda   | N/G       | Trinidad e Tobago |

 Giamaica,  Rep. Dominicana,  Saint Vincent e Grenadine,  Cuba,  Saint Kitts e Nevis,  Haiti,  Barbados e  Trinidad e Tobago qualificati.

#### Terzo turno
| Data           | Luogo          | Squadra 1 | Risultato | Squadra 2 |
| -------------- | -------------- | --------- | --------- | --------- |
| 23 giugno 1996 | Port of Spain  | Cuba      | 6 - 1     | Haiti     |
| 30 giugno 1996 | Port-au-Prince | Haiti     | 1 - 1     | Cuba      |

| Data           | Luogo         | Squadra 1         | Risultato | Squadra 2         |
| -------------- | ------------- | ----------------- | --------- | ----------------- |
| 15 giugno 1996 | Santo Domingo | Rep. Dominicana   | 1 - 4     | Trinidad e Tobago |
| 23 giugno 1996 | Port of Spain | Trinidad e Tobago | 8 - 0     | Rep. Dominicana   |

| Data           | Luogo      | Squadra 1 | Risultato | Squadra 2 |
| -------------- | ---------- | --------- | --------- | --------- |
| 23 giugno 1996 | Kingston   | Barbados  | 0 - 1     | Giamaica  |
| 30 giugno 1996 | Bridgetown | Giamaica  | 2 - 0     | Barbados  |

| Data           | Luogo      | Squadra 1                 | Risultato | Squadra 2                 |
| -------------- | ---------- | ------------------------- | --------- | ------------------------- |
| 23 giugno 1996 | Basseterre | Saint Kitts e Nevis       | 0 - 0     | Saint Vincent e Grenadine |
| 30 giugno 1996 | Kingstown  | Saint Vincent e Grenadine | 2 - 1     | Saint Kitts e Nevis       |

 Cuba,  Trinidad e Tobago,  Giamaica e  Saint Vincent e Grenadine qualificate.

### Zona centroamericana
| Data           | Luogo               | Squadra 1 | Risultato | Squadra 2 |
| -------------- | ------------------- | --------- | --------- | --------- |
| 5 maggio 1996  | Diriamba            | Nicaragua | 0 - 1     | Guatemala |
| 10 maggio 1996 | Città del Guatemala | Guatemala | 2 - 1     | Nicaragua |

| Data          | Luogo  | Squadra 1 | Risultato | Squadra 2 |
| ------------- | ------ | --------- | --------- | --------- |
| 2 giugno 1996 | Belize | Belize    | 1 - 2     | Panama    |
| 9 giugno 1996 | Panama | Panama    | 4 - 1     | Belize    |

 Guatemala e  Panama qualificati.

## Seconda Fase

### Primo turno

#### Gruppo A
| Data              | Luogo         | Squadra 1         | Risultato | Squadra 2         |
| ----------------- | ------------- | ----------------- | --------- | ----------------- |
| 1º settembre 1996 | Port of Spain | Trinidad e Tobago | 0 - 1     | Costa Rica        |
| 6 ottobre 1996    | Port of Spain | Trinidad e Tobago | 1 - 1     | Guatemala         |
| 3 novembre 1996   | Washington    | Stati Uniti       | 2 - 0     | Guatemala         |
| 10 novembre 1996  | Richmond      | Stati Uniti       | 2 - 0     | Trinidad e Tobago |
| 17 novembre 1996  | San José      | Costa Rica        | 3 - 0     | Guatemala         |
| 24 novembre 1996  | Port of Spain | Trinidad e Tobago | 0 - 1     | Stati Uniti       |
| 24 novembre 1996  | Los Angeles   | Guatemala         | 1 - 0     | Costa Rica        |
| 1º dicembre 1996  | San José      | Costa Rica        | 2 - 1     | Stati Uniti       |
| 8 dicembre 1996   | Los Angeles   | Guatemala         | 2 - 1     | Trinidad e Tobago |
| 14 dicembre 1996  | Palo Alto     | Stati Uniti       | 2 - 1     | Costa Rica        |
| 21 dicembre 1996  | Cartago       | Costa Rica        | 2 - 1     | Trinidad e Tobago |
| 21 dicembre 1996  | San Salvador  | Guatemala         | 2 - 2     | Stati Uniti       |

| Pos | Squadra           | Pti | G | V | N | P | GF | GS | DR |
| --- | ----------------- | --- | - | - | - | - | -- | -- | -- |
| 1   | Stati Uniti       | 13  | 6 | 4 | 1 | 1 | 10 | 5  | +5 |
| 2   | Costa Rica        | 12  | 6 | 4 | 0 | 2 | 9  | 5  | +4 |
| 3   | Guatemala         | 8   | 6 | 2 | 2 | 2 | 6  | 9  | -3 |
| 4   | Trinidad e Tobago | 1   | 6 | 0 | 1 | 5 | 3  | 9  | -6 |

 Stati Uniti e  Costa Rica qualificati.

#### Gruppo B
| Data              | Luogo        | Squadra 1   | Risultato | Squadra 2   |
| ----------------- | ------------ | ----------- | --------- | ----------- |
| 30 agosto 1996    | Edmonton     | Canada      | 3 - 1     | Panama      |
| 8 settembre 1996  | San Salvador | Cuba        | 0 - 5     | El Salvador |
| 22 settembre 1996 | Panama       | Cuba        | 3 - 1     | Panama      |
| 6 ottobre 1996    | Panama       | Panama      | 1 - 1     | El Salvador |
| 10 ottobre 1996   | Edmonton     | Canada      | 2 - 0     | Cuba        |
| 13 ottobre 1996   | Edmonton     | Cuba        | 0 - 2     | Canada      |
| 27 ottobre 1996   | Panama       | Panama      | 0 - 0     | Canada      |
| 3 novembre 1996   | Vancouver    | Canada      | 1 - 0     | El Salvador |
| 10 novembre 1996  | San Salvador | El Salvador | 3 - 2     | Panama      |
| 1º dicembre 1996  | San Salvador | El Salvador | 3 - 0     | Cuba        |
| 15 dicembre 1996  | Panama       | Panama      | 3 - 1     | Cuba        |
| 15 dicembre 1996  | San Salvador | El Salvador | 0 - 2     | Canada      |

| Pos | Squadra     | Pti | G | V | N | P | GF | GS | DR  |
| --- | ----------- | --- | - | - | - | - | -- | -- | --- |
| 1   | Canada      | 16  | 6 | 5 | 1 | 0 | 10 | 1  | +9  |
| 2   | El Salvador | 10  | 6 | 3 | 1 | 2 | 12 | 6  | +6  |
| 3   | Panama      | 5   | 6 | 1 | 2 | 3 | 8  | 11 | -3  |
| 4   | Cuba        | 3   | 6 | 1 | 0 | 5 | 4  | 16 | -12 |

 Canada e  El Salvador qualificati.

#### Gruppo C
| Data              | Luogo             | Squadra 1                 | Risultato | Squadra 2                 |
| ----------------- | ----------------- | ------------------------- | --------- | ------------------------- |
| 15 settembre 1996 | Kingston          | Giamaica                  | 3 - 0     | Honduras                  |
| 15 settembre 1996 | Kingstown         | Saint Vincent e Grenadine | 0 - 3     | Messico                   |
| 21 settembre 1996 | San Pedro Sula    | Honduras                  | 2 - 1     | Messico                   |
| 23 settembre 1996 | Kingstown         | Saint Vincent e Grenadine | 1 - 2     | Giamaica                  |
| 13 ottobre 1996   | Kingstown         | Saint Vincent e Grenadine | 1 - 4     | Honduras                  |
| 16 ottobre 1996   | Città del Messico | Messico                   | 2 - 1     | Giamaica                  |
| 27 ottobre 1996   | San Pedro Sula    | Honduras                  | 0 - 0     | Giamaica                  |
| 30 ottobre 1996   | Città del Messico | Messico                   | 5 - 1     | Saint Vincent e Grenadine |
| 6 novembre 1996   | Città del Messico | Messico                   | 3 - 1     | Honduras                  |
| 10 novembre 1996  | Kingston          | Giamaica                  | 5 - 0     | Saint Vincent e Grenadine |
| 17 novembre 1996  | Kingston          | Giamaica                  | 1 - 0     | Messico                   |
| 17 novembre 1996  | San Pedro Sula    | Honduras                  | 11 - 3    | Saint Vincent e Grenadine |

| Pos | Squadra                   | Pti | G | V | N | P | GF | GS | DR  |
| --- | ------------------------- | --- | - | - | - | - | -- | -- | --- |
| 1   | Giamaica                  | 13  | 6 | 4 | 1 | 1 | 12 | 3  | +9  |
| 2   | Messico                   | 12  | 6 | 4 | 0 | 2 | 14 | 6  | +8  |
| 3   | Honduras                  | 10  | 6 | 3 | 1 | 2 | 18 | 11 | +7  |
| 4   | Saint Vincent e Grenadine | 0   | 6 | 0 | 0 | 6 | 6  | 30 | -24 |

 Giamaica e  Messico qualificati.

### Secondo turno
| Data              | Luogo             | Squadra 1   | Risultato | Squadra 2   |
| ----------------- | ----------------- | ----------- | --------- | ----------- |
| 2 marzo 1997      | Città del Messico | Messico     | 4 - 0     | Canada      |
| 2 marzo 1997      | Kingston          | Giamaica    | 0 - 0     | Stati Uniti |
| 16 marzo 1997     | Stanford          | Stati Uniti | 3 - 0     | Canada      |
| 16 marzo 1997     | San José          | Costa Rica  | 0 - 0     | Messico     |
| 23 marzo 1997     | San José          | Costa Rica  | 3 - 2     | Stati Uniti |
| 6 aprile 1997     | Burnaby           | Canada      | 0 - 0     | El Salvador |
| 13 aprile 1997    | Città del Messico | Messico     | 6 - 0     | Giamaica    |
| 20 aprile 1997    | Foxborough        | Stati Uniti | 2 - 2     | Messico     |
| 27 aprile 1997    | Burnaby           | Canada      | 0 - 0     | Giamaica    |
| 4 maggio 1997     | San Salvador      | El Salvador | 2 - 1     | Costa Rica  |
| 11 maggio 1997    | San José          | Costa Rica  | 3 - 1     | Giamaica    |
| 18 maggio 1997    | Kingston          | Giamaica    | 1 - 0     | El Salvador |
| 1º giugno 1997    | Edmonton          | Canada      | 1 - 0     | Costa Rica  |
| 8 giugno 1997     | San Salvador      | El Salvador | 0 - 1     | Messico     |
| 29 giugno 1997    | San Salvador      | El Salvador | 1 - 1     | Stati Uniti |
| 10 agosto 1997    | San José          | Costa Rica  | 0 - 0     | El Salvador |
| 7 settembre 1997  | Portland          | Stati Uniti | 1 - 0     | Costa Rica  |
| 7 settembre 1997  | Kingston          | Giamaica    | 1 - 0     | Canada      |
| 14 settembre 1997 | Kingston          | Giamaica    | 1 - 0     | Costa Rica  |
| 14 settembre 1997 | San Salvador      | El Salvador | 4 - 1     | Canada      |
| 5 ottobre 1997    | Washington        | Stati Uniti | 1 - 1     | Giamaica    |
| 5 ottobre 1997    | Città del Messico | Messico     | 5 - 0     | El Salvador |
| 12 ottobre 1997   | Edmonton          | Canada      | 2 - 2     | Messico     |
| 2 novembre 1997   | Città del Messico | Messico     | 0 - 0     | Stati Uniti |
| 9 novembre 1997   | Burnaby           | Canada      | 0 - 3     | Stati Uniti |
| 9 novembre 1997   | San Salvador      | El Salvador | 2 - 2     | Giamaica    |
| 9 novembre 1997   | Città del Messico | Messico     | 3 - 3     | Costa Rica  |
| 16 novembre 1997  | San José          | Costa Rica  | 3 - 1     | Canada      |
| 16 novembre 1997  | Foxborough        | Stati Uniti | 4 - 2     | El Salvador |
| 16 novembre 1997  | Kingston          | Giamaica    | 0 - 0     | Messico     |

| Pos | Squadra     | Pti | G  | V | N | P | GF | GS | DR  |
| --- | ----------- | --- | -- | - | - | - | -- | -- | --- |
| 1   | Messico     | 18  | 10 | 4 | 6 | 0 | 23 | 7  | +16 |
| 2   | Stati Uniti | 17  | 10 | 4 | 5 | 1 | 17 | 9  | +8  |
| 3   | Giamaica    | 14  | 10 | 3 | 5 | 2 | 7  | 12 | -5  |
| 4   | Costa Rica  | 12  | 10 | 3 | 3 | 4 | 13 | 12 | +1  |
| 5   | El Salvador | 10  | 10 | 2 | 4 | 4 | 11 | 16 | -5  |
| 6   | Canada      | 6   | 10 | 1 | 3 | 6 | 5  | 20 | -15 |

 Messico,  Stati Uniti e  Giamaica qualificati alla fase finale.